# Caingangue (filme)
Caingangue ou Caingangue, A Pontaria do Diabo é um filme brasileiro de 1974, do  gênero aventura em estilo faroeste, escrito e dirigido por Carlos Hugo Christensen.
O filme foi completamente rodado em Maracaju, por indicação do ator protagonista David Cardoso, que é natural da região. 

## Elenco
- David Cardoso...Caingangue
- Sérgio Britto...Doutor Ribeiro
- Irma Álvarez...Maria (participação especial)
- Germano Filho...Lírio Branco de Jesus
- Pedro Aguinaga...capanga
- Evelise Olivier...Micheline
- Lícia Magna...índia paraguaia
- Caçador Guerreiro...Eraldo
- Maurício Loyola...Zé Cajueiro
- Carlos Alberto Souza Barros...banqueiro
- Thales Penña...Doroteu
- Jotta Barroso...João Spassy
- Jorge Karan...Cabo Santiago
- Clementino Kelé...Baiano
- Marcial Delano...Santa Maria
- Walter Portela...delegado
- figurantes e coadjuvantes diversos escolhidos na cidade de Maracaju

Obs.: Nomes dos personagens de acordo com os créditos finais do filme

## Sinopse
A história começa quando o pai de um jovem mestiço índio é morto numa emboscada numa estrada perto da fronteira do Mato Grosso (atual Mato Grosso do Sul) com o Paraguai. Anos depois, o jovem vagueia pelo Cerrado como o misterioso pistoleiro solitário conhecido como Caingangue. Cavalgando pelos campos, ele avista a família do posseiro Zé Cajueiro sendo ameaçada por um bando de jagunços. Com rapidez ele age e imediatamente cinco jagunços caem mortos. Caingangue leva os cadáveres para a vila de Santa Helena, quando o sinistro coveiro Lírio Branco de Jesus os identifica como capangas do Doutor Ribeiro, proprietário da Fazenda Ouro Verde. Em poucas palavras, Lírio conta a história do lugar, marcado por confrontos de 20 anos entre os posseiros e os grileiros. Caingangue diz a todos que "está de passagem" mas aos poucos resolve intervir na luta do lado dos posseiros.

## Canções da trilha sonora
De acordo com os créditos iniciais:
- "Missionera - Bustamante
- "Clarita" - Joly Sanches
- "Linda Morena" - Pedro Gonçalves
- "Colorado" - Popular
- "Camino de Mi Esperanza - Antonio alvarez Martinez
- "Acariciando El Arpa"
- "Che Sy My Porã"- Maurício Cardozo Ocampo
- "Arpa Paraguaya" - Joly Sanches e Luís Bordon
- "Pajaro Campana" - Felix Perez Cardoso
- "Don Arante" - Antonio Alvarez Martinez
- "La Golondrina" - Silverio Villanueva
- "Caminito" - J. de Dios Felisberto e G. Coria Peña Loza